# Hermann Weber (Historiker, 1928)
Hermann Weber (* 23. August 1928 in Mannheim; † 29. Dezember 2014 ebenda) war ein deutscher Historiker und Politikwissenschaftler.

## Leben
Hermann Weber war der Sohn eines Arbeiters und Kommunisten, der von der Gestapo für eineinhalb Jahre inhaftiert wurde. Weber trat 1945 der KPD bei und studierte danach unter dem Decknamen „Hermann Wunderlich“ von 1947 bis 1949 an der Parteihochschule „Karl Marx“ der SED zusammen mit Herbert Mies. Anschließend war er Chefredakteur der FDJ-Zeitung in der Bundesrepublik Deutschland. 1951 heiratete er Gerda Röder (1923–2021). Im gleichen Jahr wurde er von Erich Honecker wegen mangelnder Würdigung eines Stalin-Telegramms abgesetzt. 1953 wurde er in der Bundesrepublik Deutschland inhaftiert und kam 1954 frei. Ebenfalls 1954 wurde er als „Agent“ aus der KPD ausgeschlossen. Weber blieb nach eigener Aussage auch danach auf der Suche „nach politischen Organisationen, die für den Sozialismus eintraten und von diesem Standpunkt aus gegen den Stalinismus kämpften“. Ab 1955 war Weber Mitglied der SPD.

## Wissenschaftliche Laufbahn
Weber studierte von 1964 bis 1968 an den Universitäten Marburg und Mannheim. 1968 wurde er in Mannheim promoviert. Seine Habilitation erfolgte 1970. Von 1975 bis zur Emeritierung 1993 war er Inhaber des Lehrstuhls für Politische Wissenschaft und Zeitgeschichte an der Universität Mannheim. 1980 war er Mitinitiator bei der Gründung eines Trotzkismus-Archivs in Mannheim, welches 2004 an die Friedrich-Ebert-Stiftung übergeben wurde. Ab 1981 war Hermann Weber Leiter des Forschungsschwerpunktes (früher Arbeitsbereich) DDR-Geschichte an der Universität Mannheim.
2003 gründete er zusammen mit seiner Ehefrau die Gerda-und-Hermann-Weber-Stiftung. Weber war bis 2011 Mitglied des Stiftungsrates der Bundesstiftung zur Aufarbeitung der SED-Diktatur und war Ehrenmitglied der Deutsch-Russischen Geschichtskommission. 1993 begründete er das Jahrbuch für Historische Kommunismusforschung, dessen Herausgeber er bis 2007 blieb.
Als den wichtigsten Fund seines wissenschaftlichen Lebens bezeichnete Weber die Entdeckung des fünfzig Jahre nicht auffindbaren Originaltextes des Protokolls des Gründungsparteitages der KPD 1918/1919 im Jahr 1968. Diesen Fund reklamierte später die SED für sich. Die SED bemühte sich nicht um eine Lizenzausgabe: Das Institut für Marxismus-Leninismus beim Zentralkomitee der SED gab 1972 eine Ausgabe heraus, der augenscheinlich Webers Version zu Grunde lag.
2011 war Weber zusammen mit Helmut Dahmer Erstunterzeichner eines offenen Briefes an die Verlegerin Ulla Berkéwicz des Suhrkamp Verlags gegen die Veröffentlichung der Trotzki-Biografie von Robert Service, die er unter anderem als „Schmähschrift“ bezeichnete.
Seit 2019 findet jährlich die Hermann-Weber-Konferenz zur Historischen Kommunismusforschung statt.

## Schriften (Auswahl)
Monographien
- mit Gerda Weber: Leben nach dem „Prinzip links“. Erinnerungen aus fünf Jahrzehnten. Links, Berlin 2006, ISBN 3-86153-405-3.
- mit Andreas Herbst: Deutsche Kommunisten. Biographisches Handbuch 1918–1945. Dietz, Berlin 2004; 2., überarbeitete und stark erweiterte Auflage 2008, ISBN 978-3-320-02130-6.
  - Dazu: Deutsche Kommunisten – Supplement: zum biographischen Handbuch 1918 bis 1945. Dietz, Berlin 2013, ISBN 978-3-320-02295-2.
- Damals als ich Wunderlich hieß. Vom Parteihochschüler zum kritischen Sozialisten. Die SED-Parteihochschule „Karl Marx“ bis 1949. Aufbau, Berlin 2002, ISBN 3-351-02535-1.
- Aufbau und Fall einer Diktatur. Kritische Beiträge zur Geschichte der DDR. Bund, Frankfurt am Main 1991, ISBN 3-7663-2266-4.
- „Weiße Flecken“ in der Geschichte. Die KPD-Opfer der Stalinschen Säuberungen und ihre Rehabilitierung. 2., überarbeitete und erweiterte Auflage. isp-Verlag, Frankfurt am Main 1990, ISBN 3-88332-176-1.
- Die DDR 1945–1986 [später: 1990] (= Grundriss der Geschichte. Bd. 20). Oldenbourg, München 1988; 5., aktualisierte Auflage 2012, ISBN 978-3-486-70440-2.
- Geschichte der DDR. Deutscher Taschenbuch-Verlag, München 1985, ISBN 3-423-04430-6.
- mit Gerda Weber: Lenin-Chronik, Daten zu Leben und Werk. Deutscher Taschenbuch Verlag, München 1974, ISBN 3-423-03254-5.
- Die Wandlung des deutschen Kommunismus. Die Stalinisierung der KPD in der Weimarer Republik. 2 Bände. Europäische Verlagsanstalt, Frankfurt am Main 1969, DNB 458584355.
- Ulbricht fälscht Geschichte. Ein Kommentar mit Dokumenten zum „Grundriß der Geschichte der deutschen Arbeiterbewegung“. Neuer Deutscher Verlag, Köln 1964, DNB 455393796.

Herausgeberschaften
- Deutschland, Russland, Komintern. Mit Jakow Drabkin, Bernhard H. Bayerlein und Aleksandr Galkin (= Archive des Kommunismus – Pfade des XX. Jahrhunderts. Band 5 u. 6). De Gruyter Oldenbourg, Berlin 2015, ISBN 978-3-11-034168-3 (Digital auf der Seite von de Gruyter [PDF]).
- Kommunisten verfolgen Kommunisten. Stalinistischer Terror und „Säuberungen“ in den kommunistischen Parteien Europas seit den dreißiger Jahren. Mit Dietrich Staritz, Siegfried Bahne und Richard Lorenz. Akademie-Verlag, Berlin 1993, ISBN 3-05-002259-0.
- Die Gründung der KPD. Protokoll und Materialien des Gründungsparteitages der KPD 1918/1919. Mit einer Einführung zur angeblichen Erstveröffentlichung durch die SED. Karl Dietz Verlag, Berlin 1993, ISBN 3-05-002259-0 (Erweiterte Neuausgabe von „Der Gründungsparteitag der KPD“).
- SBZ-Handbuch. Staatliche Verwaltungen, Parteien, gesellschaftliche Organisationen und ihre Führungskräfte in der Sowjetischen Besatzungszone Deutschlands 1945–1949. Mit Martin Broszat und Gerhard Braas. R. Oldenbourg Verlag, München 1990, ISBN 3-486-55261-9.
- Völker hört die Signale. Der deutsche Kommunismus 1916–1966. Deutscher Taschenbuch-Verlag, München 1967, DNB 730118541 (Erweiterte Neuausgabe von „Der deutsche Kommunismus“).
- Der Gründungsparteitag der KPD. Protokoll und Materialien. Europäische Verlagsanstalt, Frankfurt am Main 1969, DNB 457268026.
- Der deutsche Kommunismus. Dokumente 1915–1945. Kiepenheuer & Witsch, Köln/West-Berlin 1963, DNB 455393737.